# Riele Downs
Riele Downs, född 8 juli 2001 i Toronto i Ontario, är en kanadensisk skådespelerska. Hon har bland annat spelat rollen som Faith i dramakomedifilmen The Best Man Holiday, Charlotte i Nickelodeonserien Henry Danger, och Darby Harper i Hulufilmen Darby and the Dead.
Downs påbörjade sin skådespelarkarriär när hon var tre år gammal. Hennes allra första skådespelarinsats var i filmen Four Brothers från 2005, där hon spelade rollen som Amelia Mercer.

## Filmografi (i urval)

### Filmer
- 2005 – Four Brothers
- 2013 – The Best Man Holiday
- 2022 – Darby and the Dead

### TV-serier
- 2010 – Rookie Blue (TV-serie)
- 2010 – Pip och den stora vida världen (TV-serie)
- 2014–2020 – Henry Danger (TV-serie)
- 2018 – Kid Dangers äventyr (TV-serie)
- 2019 – All that (TV-serie)
- 2023 – Bel-Air (TV-serie)